# Nationale Suisse
Die Schweizerische National-Versicherungs-Gesellschaft AG (Markenauftritt: Nationale Suisse) war ein Schweizer Versicherungsunternehmen mit Konzernsitz in Basel. Sie beschäftigte 1918 Mitarbeiter und erzielte im Geschäftsjahr 2013 Prämieneinnahmen in der Höhe von 1,495 Milliarden Schweizer Franken,
wobei über 30 Prozent im Ausland erwirtschaftet wurden. Das Unternehmen war an der Schweizer Börse SIX Swiss Exchange kotiert. Nationale Suisse wurde per Ende Oktober 2014 von der Schweizer Versicherungsgruppe Helvetia übernommen und per Mai 2015 in den Konzern integriert. Im Zuge der Übernahme wurde die Schweizerische National-Versicherungs-Gesellschaft AG von der Schweizer Börse SIX Swiss Exchange dekotiert.

## Tätigkeitsgebiet
Die Versicherungsgruppe war in der Schweiz, Deutschland, Liechtenstein, Belgien, Italien und Spanien tätig. Ausserdem bestanden je eine Zweigniederlassung in Malaysia und in Singapur. Über je einen Verkaufsstützpunkt in Miami und in Istanbul wurden zudem der lateinamerikanische und der türkische Markt bearbeitet. Der Versicherer bot Nichtlebens- wie auch Lebensversicherungen für Privat- und Geschäftskunden an.

### smile.direct versicherungen

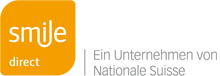
Logo von smile.direct

Im Schweizer Geschäft bot das Unternehmen Direktversicherungen via die Zweigniederlassung smile.direct versicherungen an. Die Versicherungsbranchen Motorfahrzeug-, Hausrat-, Privathaftpflicht-, Reise- und Rechtsschutzversicherung wurden vor allem via Internet abgewickelt. Das Prämienvolumen belief sich im Jahr 2013 auf rund 64,0 Millionen Schweizer Franken. Seit Mai 2015 firmiert die Versicherung als smile.direct versicherungen, Zweigniederlassung der Helvetia Schweizerische Versicherungsgesellschaft AG.

### Europäische Reiseversicherung

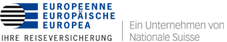
Logo von ERV

Die Europäische Reiseversicherungs AG war eine 100-prozentige Tochtergesellschaft von Nationale Suisse und bot diverse Reiseversicherungen an. Der Reiseversicherer schlug 2013 mit 78,7 Millionen Schweizer Franken Prämien zu Buche. Im Zuge der Übernahme durch Helvetia wurde angekündigt, die Europäische Reiseversicherung als eigenständige Marke im Rahmen der definierten Markenarchitektur von Helvetia weiterzuführen.

## Geschichte

### Der Schweizerische Lloyd (1863–1883)

Ehemaliges Logo mit «Nasi»

Exponente der Bank in Winterthur gründeten zusammen mit beinahe allen bedeutenden Unternehmen aus Winterthur am 30. Mai 1863 die Schweizerische Lloyd Transport-Versicherungs-Gesellschaft mit Sitz in Winterthur. Ihr erster Direktor war der damals erst 23-jährige Ewald Moritz Lengstorf aus Antwerpen. Lengstorf war im gleichen Jahr noch an der Gründung der Schweizerischen Rückversicherungs-Gesellschaft in Zürich, sowie 1875 bei der Gründung der Schweizerischen Unfallversicherungs-Aktiengesellschaft
in Winterthur beteiligt.
Sehr schnell stieg der Schweizerische Lloyd zum grössten Transportversicherer des Kontinents auf. Im Jahre 1880 nahm er 16,5 Millionen CHF ein. Der grösste Teil dieses Umsatzes stammte aus dem Ausland. Die Dividenden schossen rasch in die Höhe und stiegen auf 38 % in den Jahren 1869/70. In den Siebzigerjahren kam die Gesellschaft wegen einsetzender Rezession, fragwürdiger Geschäfte und unredlichem Verhalten des Direktors und seines Stellvertreters, in finanzielle Bedrängnisse. Lengstorf wählte am 2. Januar 1883 den Freitod. Die Gesellschaft war am Ende.
Nachdem am 14. April 1883 die Generalversammlung des Unternehmens die Liquidation der Schweizerischen Lloyd beauftragte, versuchte man die Gesellschaft zu retten, indem eine neue Gesellschaft gegründet wurde. Unter dem Namen Neue Schweizerische Lloyd Transport-Versicherungs-Gesellschaft, mit Sitz wiederum in Winterthur, wurde eine neue Aktiengesellschaft gegründet.

### Der Neue Schweizerische Lloyd (1883–1898)

#### Die Gründung

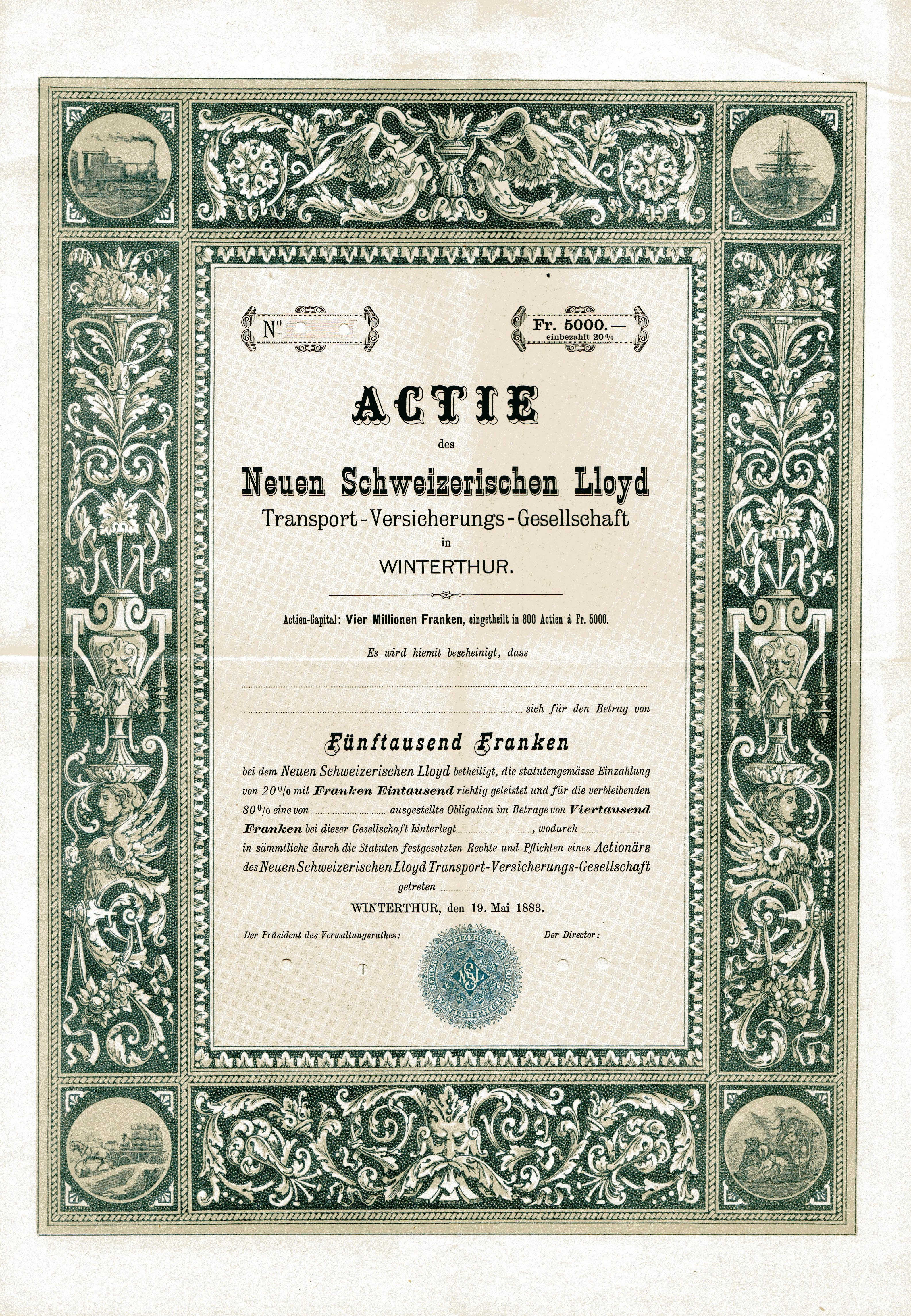
Aktienblankette des Neuen Schweizerischen Lloyd Transport-Versicherungs-Gesellschaft vom 19. Mai 1883

Erster Geschäftsbericht des Neuen Schweizerischen Lloyds

Schon früh setzten sich im Frühling 1883 Kreise zusammen, welche den Neubeginn der Gesellschaft wagten. Man erwünschte sich, die gewinnbringenden Elemente der liquidierten Gesellschaft weiterführen zu können und die unprofitablen Geschäftsfelder stillzulegen. Weiter erhofften sich die Gründer, dass man die Erfahrungen der letzten zwanzig Jahre im Unternehmen weiter einbringen konnte und die Organisation, das Agenturnetz sowie das Material der alten Gesellschaft beibehalten konnte. Zudem ging man davon aus, dass das Verwaltungsgebäude im Lind zu einem Vorzugspreis erwerblich sei.
Im Casino Winterthur wurden die neuen Statuten verabschiedet, welche ein Aktienkapital von 5 Millionen CHF vorsah. Aufgrund des von der Bank in Winterthur durchgeführten Platzierungsverfahrens, musste dieser Betrag jedoch auf 4 Millionen CHF gesenkt werden.
Am 15. Mai 1883 um 14.30 Uhr trafen sich im Börsensaal im Casino Winterthur 26 von 154 Aktionären zur Gründungsversammlung ein. Die anwesenden Personen vertraten 615 der 800 ausgegebenen Aktien. Mit 100 Aktien war die Bank in Winterthur der grösste Einzelaktionär. Beinahe jeder, der in Winterthur Rang und Namen hatte, besass Aktien des Neuen Schweizerischen Lloyd.

#### Der Gründungsverwaltungsrat
Der erste Verwaltungsrat bestand aus folgenden Personen:
- Kindlimann Reifer, aus Winterthur
- Oberst J. Bringolf, aus Schaffhausen
- Oberstleutnant Eduard Sulzer-Ziegler (sen.), aus Winterthur (Präsident)
- Eduard Sulzer-Ziegler (jun.), aus Winterthur (Vizepräsident)
- Max Rieter-Wilson, aus Winterthur
- Werner Sträuli-Knüsli, aus Winterthur
- Oberst Tobler-Schellenberg, aus Zürich Enge

### Die Geschäftsentwicklung (1883–1897)

#### Unternehmenssitz

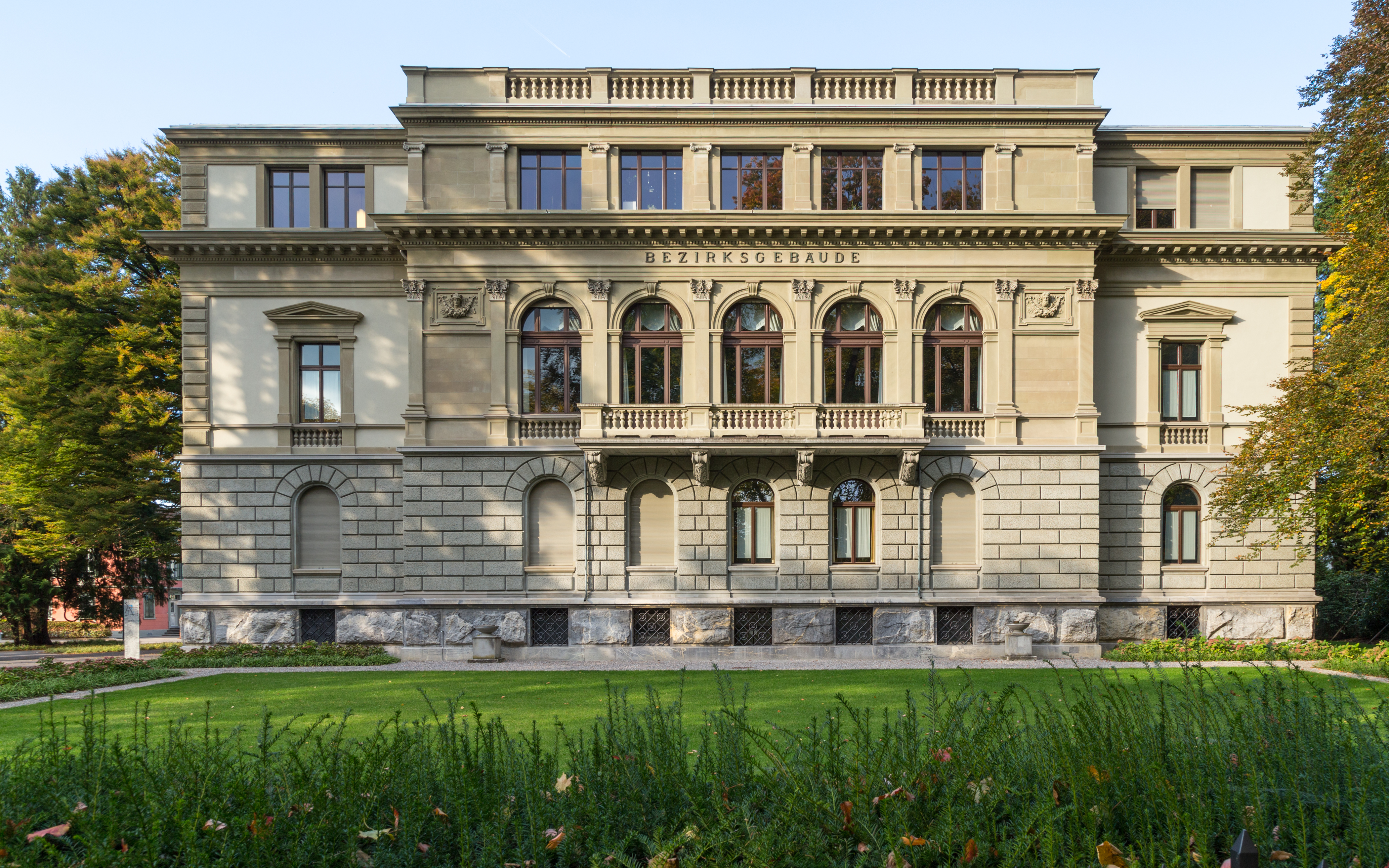
Bezirksgebäude I, Winterthur

Der ursprünglich erhoffte Erwerb des Verwaltungsgebäudes des ehemaligen Schweizerischen Lloyds konnte nicht verwirklicht werden, da sich die Liquidation komplizierter als angenommen abgewickelt hatte. Im Jahre 1886 wurde das Gebäude öffentlich versteigert und der Neue Schweizerische Lloyd mietete sich beim neuen Eigentümer für die notwendigen Räume ein. Gleichzeitig diente das Gebäude von 1886 bis 1931 der Winterthur Versicherungen als Hauptsitz und fand anschliessend als Bezirksgebäude Verwendung.
Der neue Schweizerische Lloyd beschränkte sich nicht auf den umsatzmässig kleinen Schweizer Transportmarkt, sondern dehnte seine Geschäftstätigkeit rasch auf alle wichtigen Handelsplätze und Seehäfen aus. Nach nur einem Monat besass er Agenturen in London, Kopenhagen, Amsterdam und Lübeck,
etwas später dann in Caen, Triest, Beirut, Colombo, Karatschi, Smyrna, Saloniki, Tripolis, Alexandria und Trapezunt. Im Oktober 1884 gehörten 35 Geschäftsstellen zu seinem Agenturnetz, wobei sieben in der Schweiz waren. Von Anfang an schloss sich der Neue Schweizerische Lloyd der Waren- und Valorenkonvention, einem Kartell, an.
Die Prämieneinnahmen stiegen stets und erreichte im Jahre 1895 mit 2‘385‘631 CHF ihren ersten Höhepunkt. Von den sechs Schweizer Transportversicherern erreichte der Neue Schweizerische Lloyd, mit einem Siebtel Marktanteil, jedoch nur den vorletzten Platz. Da die Gesellschaft stark auf Exkurs aus war, reichten die tarifierten Prämien nicht immer aus. Im Jahr 1895 wies das Unternehmen zum zweiten Mal (nach 1892) einen Verlust aus. Aufgrund der schlechten Entwicklungen und der nicht mehr zu stoppenden Verlusten, war Ende 1896 der damalige Direktor, R. Panten, die Frage auf, ob es nicht angebracht wäre, die Gesellschaft aufzulösen. Er glaubte nicht daran, dass die Gesellschaft wieder auf die Strasse des Erfolgs zurückkehren könnte. Nach reiflichen Überlegungen entschied sich jedoch der Verwaltungsrat im Frühjahr 1897 für eine genaue Prüfung der anderen Möglichkeiten und zog eine Ausdehnung auf andere Geschäftsfelder, allenfalls mit einem anderen Versicherer, vor.

#### Vom Transport- zum Mehrbranchenversicherer (3. Mai 1898)
So einfach es klang, in anderen Versicherungsbranchen Geld zu machen, so schwierig war es umzusetzen. Aufgrund der Spartentrennung, schied das Lebensversicherungsgeschäft im Voraus weg. Die zweitgrösste Branche, die Unfallversicherung, versprach ebenfalls keine grosse Ertragslage, da sie zur damaligen Zeit vor allem aus Arbeiterunfallversicherungen bestand. Der drittgrösste Zweig, die Feuerversicherung, bestand aus dem obligatorischen Geschäft, das in den meisten Regionen von staatlichen Anstalten kontrolliert wurde. Ebenso schied die Vieh- und die Hagelversicherung für die Winterthurer Kaufleute aus nachvollziehbaren Gründen aus. Damit verblieben das Haftpflicht-, Glas- und das Einbruch/Diebstahl-Geschäft. Alles Versicherungen, mit denen der Schweizerische Lloyd noch keine Erfahrungen hatte.
Bei der Durchsicht der verschiedenen Möglichkeiten, brachte der Verwaltungsrat bald den Vorschlag einer Kooperation mit einem grossen Rückversicherer. Die Rückversicherer waren bestrebt, die Erstversicherer an sich zu binden, um deren Rückversicherungsprämie zu sichern. Eine Zusammenarbeit mit der Schweizer Rück schied jedoch aus, da diese keinen Schweizer Kunden bevorzugen wollte, um nicht ihre Vertrauensposition zu gefährden. Der Direktor kam somit ins Gespräch mit Carl von Thieme, dem Initiator und Mitbegründer der 1880 entstandenen Münchener Rückversicherungs-Gesellschaft. Diese hatte, um ihre Risiken zu vermindern, eine Versicherungsgesellschaft für Transport-, Unfall und Haftpflichtversicherungen gegründet – die Allianz. Carl von Thieme war an der Idee interessiert und so wurden ab Oktober 1897 verschiedene Konzepte entwickelt. Die Münchener Rück wollte möglichst viele Rückversicherungsalimente des Neuen Schweizerischen Lloyds sichern und war für das bereit, sich bis zu 50 Prozent am Kapital zu beteiligen. Das Schweizer Unternehmen war bestrebt, unabhängig zu bleiben, wollte jedoch das fehlende Know-how erlangen und mehr Prämien einnehmen. Am 21. April 1898 fand man in München eine pragmatische Lösung:
Es wurde beschlossen, mit Vorbehalt der Zustimmung der zuständigen Organe, dass das Aktienkapital von bisher 4 Mio. CHF auf 5 Mio. CHF erhöht werden sollte. Die neu ausgegebenen Aktien sollten zu pari vom deutschen Rückversicherer übernommen werden. Von dieser Idee kam man schliesslich wieder ab, da man bemerkte, dass die Münchener Rückversicherungs-Gesellschaft ihre Beteiligung einfacher über die Börse aufbauen konnte.
Eine weitere Forderung des Rückversicherers aus München war, dass der Firmensitz nach Basel verlegt und dem Neuen Schweizerischen Lloyd eine Umfirmierung vollzogen werden musste. Laut Protokoll der Verwaltungsratssitzung soll Carl von Thieme am 5. Mai 1898 höchstpersönlich die Bezeichnung «Nationale Versicherungsgesellschaft» genannt haben. Schliesslich wurde an der Generalversammlung vom 28. Juni 1898 der Firmenname «Schweizerische National-Versicherungs-Gesellschaft» beschlossen. Es wurde zudem vereinbart, dass von Thieme Einsitz in den Verwaltungsrat haben sollte.

### Die ersten Jahre der National in Basel (1898–1904)
Der Forderung folgend zog die National am 1. Oktober 1898 nach Basel an die Aeschenvorstadt 5 und 7. Später befand sich an diesem Ort der Hauptsitz des Schweizerischen Bankvereins. Da der gemietete Platz nur vorübergehend zur Verfügung stand, beschloss der Verwaltungsrat am 10. Februar 1899, den Kauf eines eigenen Gebäudes am Steinengraben 39. Die Generalversammlung genehmigte am 6. Juni 1899 dieses Vorhaben. Bereits drei Jahre später, im Oktober 1902, diskutierte der Verwaltungsrat über einen Um- und Erweiterungsbau, welcher ein Jahr später bereits bezugsbereit war.
Die Prämieneinnahmen der National wurden in diesen Jahren deutlich gesteigert. Waren sie 1898 brutto bei 1,1 Millionen CHF, so konnte 1904 bereits 4,2 Mio. CHF verbucht werden. Infolge dieser Geschäftsentwicklung verlangte die zuständige Aufsichtsbehörde eine erneute Erhöhung der Garantiemittel. Die Verantwortlichen der National sahen dies jedoch anders und versuchten die Behörden zu einem Verzicht zu bewegen. Diese blieb jedoch hart und übte im November 1903 Druck aus, indem sie die Erneuerung der Konzession von der Kapitalerhöhung abhängig machte. Dem Verwaltungsrat blieb nichts anderes übrig, als dieser Forderung gerecht zu werden, da ansonsten das Versicherungsgeschäft hätte aufgelöst werden müssen. Jedoch konnte er im Gegenzug die Konzession für die Feuerrückversicherung einholen.
An der Generalversammlung vom 28. Juni 1904 beschloss die Generalversammlung die notwendige Kapitalerhöhung. Da kein Aktionär die Aktien übernehmen wollte, gab der Verwaltungsrat bekannt, dass die Münchener Rückversicherungs-Gesellschaft den Teil der Erhöhung zu pari übernehmen würde. Dieser Schritt wirkte sich zwar positiv auf den Aktienkurs aus, die Münchener Rück hatte nun jedoch bereits 45,5 % Anteil am gesamten Aktienkapital. Um sich vor Überraschungen zu schützen, hatte die National einen Passus in die Statuten aufgenommen (§ 15, heute Art. 38), welcher heute noch besteht. Dieser sieht vor, dass ein einzelner Aktionär auf die Stimmkraft eines Fünftels der total an der Generalversammlung vertretenen Stimmen beschränkt ist.

### Die Entwicklung bis zum Ersten Weltkrieg (1904–1914)
Erwartungsgemäss konnte aufgrund der Kapitalerhöhung im Jahre 1904 der Umsatz gesteigert werden. Dazu beigetragen haben auch der allgemeine Aufschwung des Versicherungsgeschäfts sowie der 1906 erfolgte Einstieg in das amerikanische Feuer-Rückversicherungsgeschäft. Ein Vierteljahrhundert nach der Gründung (1908) wurde die 10-Millionen-Marke, 1914 die 20-Millionen-Marke bei den Bruttoprämieneinnahmen überschritten. Das Portefeuille bestand aus 66 % aus dem Feuer-Rückversicherungsgeschäft, 21 % aus dem Transport-Geschäft und die restlichen 13 % aus sieben verschiedenen Zweigen. In der Schweiz wurden gerade mal 0,8 Mio. CHF Prämien gebucht. Das heisst, dass nur 4,1 % aus dem direkten Inlandgeschäft generiert wurde. Die National war also vorwiegend ein internationaler Versicherer und somit stark vom Ausland abhängig. Die Gesellschaft hatte eine stark diversifizierte Politik und begann 1906 mit der Maschinenversicherung auch Motorfahrzeuge zu versichern. Sie stellte jedoch dieses Geschäft 1912 aufgrund unbefriedigender Ergebnisse vorerst wieder ein. Als eigentliche Pioniertat lancierte die National 1914 in enger Zusammenarbeit mit der Münchener Rückversicherungs-Gesellschaft die Hochwasserschadenversicherung. Da diese jedoch auf Freiwilligkeit beruhte, wurden beinahe nur Versicherungen in gefährdeten Gebieten abgeschlossen. Somit wurde der Versuch nach wenigen Jahren abgebrochen. Der letzte Vertrag lief 1925 aus.
Trotz dieser zahlreichen Versuche konnte die Gesellschaft Fuss fassen und die Gewinne stiegen stets an. Die Dividende konnte von anfangs 5 % auf 18 % am Vorabend des Ersten Weltkrieges gesteigert werden. In dieser Zeit gab es auch ausserordentliche Ereignisse, wie das Erdbeben von San Francisco im Jahre 1906, wo die Gesellschaft als Feuer-Rückversicherer tätig war.

### Die National während des Ersten Weltkrieges (1914–1918)
Mit Beginn des Ersten Weltkrieges wurde eine vier Jahrzehnte andauernde Periode wirtschaftlicher Prosperität in Europa ihr Ende. Mit dem Krieg wurde er Handelsverkehr stark eingeschränkt und diese Blockaden verminderten die internationalen Transporte. Der ab 1916 geführte Handelskrieg mit U-Booten erwies sich als einschneidend für die Versicherungsbranche. Andererseits stiegen die Versicherungsprämien aufgrund der Kriegrisiken an, womit sich für die National keine Prämieneinbussen ergaben. Der Umsatz konnte sogar dank der Geschäftsausweitung auf die anfangs noch nicht im Krieg befindlichen Vereinigten Staaten gesteigert werden. Die französischen Behörden brachten ab 1916 die National in Schwierigkeiten. Die Gesellschaft wurde, aufgrund des Grossaktionärs Münchener Rückversicherungs-Gesellschaft und weil einer der beiden Direktoren ein Deutscher war, als ausländisch eingestuft und somit auf die Schwarze Liste gesetzt. Ihre Akquisitionen wurden somit in Frankreich unterbunden.
Mit dem Eintritt der Vereinigten Staaten in den Krieg am 4. April 1917 geriet auch das Nordamerikageschäft in Not. Auch dort kam die National auf die Schwarze Liste und die US-Behörden stellten das Amerika-Geschäft Anfang des Jahres 1918 unter Sequester, was in diesem Geschäftsjahr sozusagen eine Halbierung der Gesamtprämien auslöste (von Brutto 28,1 Mio. CHF auf 14,1 Millionen CHF).
Obwohl die National bemüht war, die Beschlagnahmung der Vermögenswerte aufheben zu lassen, zog sich dieser Prozess bis weit in die Zwischenkriegszeit weiter. Die ersten Abschlagszahlungen gingen 1926 ein, ein grösserer Teil wurde Ende der Zwanzigerjahre freigegeben und noch weitere Zahlungen folgten in den Dreissigerjahren. Ein Teil kam überhaupt nie zurück.

### Die National während des Zweiten Weltkrieges (1939–1945)
Nachdem Deutschland am 1. September 1939 Polen den Krieg erklärt hatte, war klar, dass sich ein europäischer Konflikt entfacht hat. Die National hat sich bereits im Oktober 1939 darauf geeinigt, das französische sowie das britische Transportgeschäft rückwirkend per 1. Januar 1939 nicht mehr über die Münchner Rückversicherungs-Gesellschaft und Allianz in Rückversicherung zu geben, sondern über Schweizer Gesellschaften. Doch dieser Vorgang nützte nichts, denn am 4. April 1940 untersagten die französischen Behörden der National sämtliche Aktivitäten und setzten das Unternehmen am 21. April 1940 auf die „Liste noire“. Zwei Tage später wurde das Unternehmen auf die „Black List“ der Briten gesetzt.

### Nachkriegszeit bis 2015
Nachdem die SBG bis 1995 den Präsidenten des Verwaltungsrates sowie zeitweise ein zweites Verwaltungsratsmitglied und ab 1995 den Vizepräsidenten gestellt hatte, löste die aus der SBG hervorgegangene UBS 1999 im Zuge ihrer Neuorientierung die über hundertjährige Beteiligung an der Schweizerischen National-Versicherungs-Gesellschaft auf.
2002 übernahm die Schweizerische National-Versicherungs-Gesellschaft die Coop Leben Versicherung. Im Zuge einer strategischen Neuausrichtung tritt die Schweizerische National-Versicherungs-Gesellschaft seit September 2006 unter dem Markennamen Nationale Suisse auf.
Anfang 2011 verkaufte die Schweizerische National-Versicherungs-Gesellschaft das Kollektivlebengeschäft an Swiss Life.
Am 7. Juli 2014 gaben Helvetia und Nationale Suisse den Schulterschluss bekannt. Helvetia bezahlte pro ausstehende Nationale Suisse-Aktie CHF 52 in bar und 0.0680 Helvetia-Aktien pro Nationale Suisse-Aktie. Am 20. Oktober 2014 kam das Übernahmeangebot von Helvetia zustande. Die Schweizerische National-Versicherungs-Gesellschaft AG, das Stammhaus von Nationale Suisse, wurde Anfang Mai 2015 mit der Helvetia Schweizerische Versicherungsgesellschaft AG fusioniert und aus dem Handelsregister gelöscht. Entsprechend verschwand die Marke Nationale Suisse vom Markt. Die Aktien des Stammhauses von Nationale Suisse wurden von der Schweizer Börse SIX Swiss Exchange dekotiert.

## Trivia
Zwischen 2007 und 2014 war Roger Federer der Werbebotschafter von Nationale Suisse.